# Rubén Martínez Huelmo
Rubén Martínez Huelmo (27 de septiembre de 1949) es un político y legislador uruguayo, perteneciente al Frente Amplio al Espacio 609. Presidió el Parlamento del Mercosur (Parlasur). Senador de la República por el período 2015-2020

## Biografía
Su primera militancia está radicada en el Movimiento Por la Patria, junto al extinto líder blanco Wilson Ferreira Aldunate.
Durante el período de la dictadura actuó en los cuadros de la resistencia nacionalista. Participó en la gran manifestación popular del 9 de julio de 1973, en las actividades partidarias por el NO de 1980 y en la campaña por las elecciones internas de 1982, en las que fue elegido miembro de la Convención Nacional del Partido Nacional por la lista ACF de Montevideo (Movimiento de Rocha - Por la Patria).
En  el  Partido Nacional,  además  de  integrar  la   Convención,  formó  parte  del  Directorio  y  fue legislador. Su última referencia en el nacionalismo fue su militancia en la lista 904, junto al extinto legislador Jorge Machiñena.
En 1999, ante el triunfo de Luis Alberto Lacalle en las internas del Partido Nacional, Machineña y Martínez Huelmo se abstuvieron de votar al Partido Nacional; no concurrieron a las elecciones nacionales con la 904 y, por lo tanto, no votaron al Partido Nacional, cuyo candidato único era precisamente Luis Alberto Lacalle.
Desacatando el acuerdo de nacionalistas y colorados que pactó el apoyo blanco a Jorge Batlle, Machiñena y Martínez Huelmo expresaron su decisión de votar a Tabaré Vázquez (Frente Amplio).
Martínez Huelmo ingresó formalmente al Encuentro Progresista - Frente Amplio en el año 2000.
En el año 2003 José Mujica planteó la necesidad de una “apertura de tranqueras” en el Frente Amplio; en ese contexto se fundaron el Espacio 609 y la Columna Blanca como sector del Espacio.
Martínez Huelmo se sumó a ese proyecto de acumulación de fuerzas, culturas y ciudadanía, y compareció tras el liderazgo de Pepe Mujica y la candidatura presidencial de Tabaré Vázquez. En esa instancia —año 2004— se produjo el histórico triunfo del Frente Amplio, y Martínez Huelmo fue elegido diputado por Montevideo para el período 2005-2010.
En ese tiempo conformó, con dirigentes de Montevideo, una agrupación dentro del Espacio 609 denominada Participación Masoller.
Desde el 2005 en adelante el Espacio 609 lo encomendó a la Comisión de Asuntos Internacionales de la Cámara de Representantes, la cual presidió en el período 2009-2010. Asimismo, oportunamente integró otras comisiones.
Actuó desde 2005 en CPC y desde 2006 en el Parlasur, organismo del cual es actualmente Presidente.
Desde la agrupación Participación Masoller apoyó la precandidatura presidencial de José Mujica de cara a las elecciones internas de 2009.
En octubre de 2009, Martínez Huelmo fue elegido nuevamente diputado por la lista del Espacio 609, para el período 2010-2015.
Además de su militancia política, ha sido y es articulista colaborador de diversos órganos de prensa, tanto partidarios como periodísticos, sobre temas de actualidad política, económica y social, así como también  de asuntos internacionales.
En las elecciones nacionales de octubre de 2014 integró la lista del Espacio 609 a la Cámara de Senadores como primer suplente de  Lucía  Topolansky y primer suplente del excanciller Luis Almagro. Al asumir Almagro la Secretaría General de la Organización de Estados Americanos (OEA) a poco de iniciada la legislatura 2015-2020, Martínez Huelmo lo reemplazó como senador de la República.